# Campionato nordamericano maschile under 19 di pallavolo 2012
Il Campionato nordamericano maschile under 19 di pallavolo 2012 si è svolto dal 2 al 7 luglio 2012 a Tijuana, in Messico: al torneo hanno partecipato otto squadre nazionali under 19 nordamericane e la vittoria finale è andata per la seconda volta consecutiva a Cuba.

## Impianti
|                                                                          |  |  |
|                                                                          |  |  |
| Centro de Alto Rendimiento Città: Tijuana Capienza: - Anno d'apertura: - |  |  |

## Regolamento

### Formula
Le squadre hanno disputato una prima fase a gironi con formula del girone all'italiana; al termine della prima fase:
- Le prime tre classificate di ogni girone hanno acceduto alla fase finale per il primo posto, strutturata in quarti di finale, a cui hanno partecipato solo le seconde e le terze classificate, semifinali, finale per il terzo posto e finale.
- Le quarte classificate di ogni girone e le due eliminate ai quarti di finale della fase finale per il primo posto hanno acceduto alla fase finale per il quinto posto, strutturata in semifinali, finale per il settimo posto e finale per il quinto posto.

### Criteri di classifica
Se il risultato finale è stato di 3-0 sono stati assegnati 5 punti alla squadra vincente e 0 a quella sconfitta, se il risultato finale è stato di 3-1 sono stati assegnati 4 punti alla squadra vincente e 1 a quella sconfitta, se il risultato finale è stato di 3-2 sono stati assegnati 3 punti alla squadra vincente e 2 a quella sconfitta.
L'ordine del posizionamento in classifica è stato definito in base a:
- Numero di partite vinte;
- Punti;
- Ratio dei set vinti/persi;
- Ratio dei punti realizzati/subiti;
- Risultati degli scontri diretti.

## Squadre partecipanti
| Squadra                 | Qualificazione      | Ultima partecipazione |
| ----------------------- | ------------------- | --------------------- |
| Costa Rica              | -                   | Messico 2010          |
| Cuba                    | -                   | Messico 2010          |
| Messico                 | Paese organizzatore | Messico 2010          |
| Nicaragua               | -                   | ?                     |
| Porto Rico              | -                   | Messico 2010          |
| Saint-Martin            | -                   | ?                     |
| Stati Uniti             | -                   | Messico 2010          |
| Isole Vergini Americane | -                   | Stati Uniti 2008      |

## Torneo

### Fase a gironi
| Girone A     | Girone B                |
| ------------ | ----------------------- |
| Costa Rica   | Messico                 |
| Cuba         | Porto Rico              |
| Nicaragua    | Stati Uniti             |
| Saint-Martin | Isole Vergini Americane |

#### Girone A

##### Risultati
| 2 luglio 2012 Centro de Alto Rendimiento, Tijuana Durata: 0h:55 - Spettatori: 100 | Cuba       | 3 - 0 | Saint-Martin | 25-8, 25-11, 25-7                 |
| 2 luglio 2012 Centro de Alto Rendimiento, Tijuana Durata: 2h:02 - Spettatori: 250 | Costa Rica | 2 - 3 | Nicaragua    | 19-25, 27-25, 25-22, 19-25, 14-16 |
| 3 luglio 2012 Centro de Alto Rendimiento, Tijuana Durata: 1h:02 - Spettatori: 75  | Costa Rica | 3 - 0 | Saint-Martin | 25-9, 25-16, 25-16                |
| 3 luglio 2012 Centro de Alto Rendimiento, Tijuana Durata: 0h:57 - Spettatori: 200 | Cuba       | 3 - 0 | Nicaragua    | 25-14, 25-11, 25-8                |
| 4 luglio 2012 Centro de Alto Rendimiento, Tijuana Durata: 0h:51 - Spettatori: 100 | Nicaragua  | 3 - 0 | Saint-Martin | 25-10, 25-22, 25-9                |
| 4 luglio 2012 Centro de Alto Rendimiento, Tijuana Durata: 1h:06 - Spettatori: 400 | Cuba       | 3 - 0 | Costa Rica   | 25-14, 25-12, 25-13               |

##### Classifica
| Pos | Squadra      | Pt | G | V | P | SV | SP | Ratio | PF  | PS  | Ratio |
| --- | ------------ | -- | - | - | - | -- | -- | ----- | --- | --- | ----- |
| 1   | Cuba         | 15 | 3 | 3 | 0 | 9  | 0  | MAX   | 225 | 98  | 2,296 |
| 2   | Nicaragua    | 8  | 3 | 2 | 1 | 6  | 5  | 1,200 | 221 | 220 | 1,005 |
| 3   | Costa Rica   | 7  | 3 | 1 | 2 | 5  | 6  | 0,833 | 218 | 229 | 0.952 |
| 4   | Saint-Martin | 0  | 3 | 0 | 3 | 0  | 9  | 0,000 | 108 | 225 | 0.480 |

#### Girone B

##### Risultati
| 2 luglio 2012 Centro de Alto Rendimiento, Tijuana Durata: 1h:31 - Spettatori: 400 | Stati Uniti | 3 - 0 | Porto Rico              | 25-23, 25-23, 25-18               |
| 2 luglio 2012 Centro de Alto Rendimiento, Tijuana Durata: 1h:13 - Spettatori: 400 | Messico     | 3 - 0 | Isole Vergini Americane | 25-17, 25-16, 25-10               |
| 3 luglio 2012 Centro de Alto Rendimiento, Tijuana Durata: 1h:00 - Spettatori: 250 | Stati Uniti | 3 - 0 | Isole Vergini Americane | 25-17, 25-11, 25-10               |
| 3 luglio 2012 Centro de Alto Rendimiento, Tijuana Durata: 1h:16 - Spettatori: 600 | Messico     | 3 - 0 | Porto Rico              | 25-15, 25-20, 25-17               |
| 4 luglio 2012 Centro de Alto Rendimiento, Tijuana Durata: 1h:11 - Spettatori: 150 | Porto Rico  | 3 - 0 | Isole Vergini Americane | 25-19, 25-15, 25-21               |
| 4 luglio 2012 Centro de Alto Rendimiento, Tijuana Durata: 2h:11 - Spettatori: 700 | Messico     | 3 - 2 | Stati Uniti             | 24-26, 25-23, 25-19, 23-25, 15-10 |

##### Classifica
| Pos | Squadra                 | Pt | G | V | P | SV | SP | Ratio | PF  | PS  | Ratio |
| --- | ----------------------- | -- | - | - | - | -- | -- | ----- | --- | --- | ----- |
| 1   | Messico                 | 13 | 3 | 3 | 0 | 9  | 2  | 4,500 | 262 | 198 | 1,323 |
| 2   | Stati Uniti             | 12 | 3 | 2 | 1 | 8  | 3  | 2,667 | 253 | 214 | 1,182 |
| 3   | Porto Rico              | 5  | 3 | 1 | 2 | 3  | 6  | 0,500 | 191 | 205 | 0,932 |
| 4   | Isole Vergini Americane | 0  | 3 | 0 | 3 | 0  | 9  | 0,000 | 136 | 225 | 0,604 |

### Fase finale

#### Finali 1º e 3º posto
|  | Quarti      | Quarti      |         |            | Semifinali         | Semifinali         |  |  | Finale 1º/2º posto | Finale 1º/2º posto |
|  |             |             |         |            |                    |                    |  |  |                    |                    |
|  |             |             |         |            |                    |                    |  |  |                    |                    |
|  |             |             |         |            |                    |                    |  |  |                    |                    |
|  | -           | -           |         |            |                    |                    |  |  |                    |                    |
|  | -           | -           |         |            |                    |                    |  |  |                    |                    |
|  | -           | -           |         |            |                    |                    |  |  |                    |                    |
|  | -           | -           | Cuba    | 3          |                    |                    |  |  |                    |                    |
|  |             |             | Cuba    | 3          |                    |                    |  |  |                    |                    |
|  |             | Stati Uniti | 1       |            |                    |                    |  |  |                    |                    |
|  | Stati Uniti | Stati Uniti | 1       | 3          |                    |                    |  |  |                    |                    |
|  | Stati Uniti |             |         | 3          |                    |                    |  |  |                    |                    |
|  | Costa Rica  | 0           |         |            |                    |                    |  |  |                    |                    |
|  | Costa Rica  | 0           | Cuba    | 3          |                    |                    |  |  |                    |                    |
|  |             |             | Cuba    | 3          |                    |                    |  |  |                    |                    |
|  |             | Messico     | 0       |            |                    |                    |  |  |                    |                    |
|  | -           | Messico     | 0       | -          |                    |                    |  |  |                    |                    |
|  | -           |             |         | -          |                    |                    |  |  |                    |                    |
|  | -           | -           |         |            |                    |                    |  |  |                    |                    |
|  | -           | -           | Messico | 3          | Finale 3º/4º posto | Finale 3º/4º posto |  |  |                    |                    |
|  |             |             | Messico | 3          | Finale 3º/4º posto | Finale 3º/4º posto |  |  |                    |                    |
|  |             | Porto Rico  | 0       |            |                    |                    |  |  |                    |                    |
|  | Nicaragua   | Porto Rico  | 0       | 0          | Stati Uniti        | 3                  |  |  |                    |                    |
|  | Nicaragua   |             |         | 0          | Stati Uniti        | 3                  |  |  |                    |                    |
|  | Porto Rico  | 3           |         | Porto Rico | 2                  |                    |  |  |                    |                    |
|  | Porto Rico  | 3           |         |            | 2                  |                    |  |  |                    |                    |
|  |             |             |         |            |                    |                    |  |  |                    |                    |
|  |             |             |         |            |                    |                    |  |  |                    |                    |

##### Quarti di finale
| 5 luglio 2012 Centro de Alto Rendimiento, Tijuana Durata: 1h:02 - Spettatori: 150 | Stati Uniti | 3 - 0 | Costa Rica | 25-13, 25-13, 25-16 |
| 5 luglio 2012 Centro de Alto Rendimiento, Tijuana Durata: 1h:09 - Spettatori: 200 | Nicaragua   | 0 - 3 | Porto Rico | 15-25, 21-25, 14-25 |

##### Semifinali
| 6 luglio 2012 Centro de Alto Rendimiento, Tijuana Durata: 1h:41 - Spettatori: 600 | Cuba    | 3 - 1 | Stati Uniti | 22-25, 25-16, 26-24, 25-19 |
| 6 luglio 2012 Centro de Alto Rendimiento, Tijuana Durata: 1h:00 - Spettatori: 900 | Messico | 3 - 0 | Porto Rico  | 25-11, 25-14, 25-16        |

##### Finale 3º posto
| 7 luglio 2012 Centro de Alto Rendimiento, Tijuana Durata: 2h:00 - Spettatori: 400 | Porto Rico | 2 - 3 | Stati Uniti | 25-22, 19-25, 11-25, 28-26, 7-15 |

##### Finale
| 7 luglio 2012 Centro de Alto Rendimiento, Tijuana Durata: 1h:10 - Spettatori: 1 000 | Messico | 0 - 3 | Cuba | 15-25, 21-25, 14-25 |

#### Finali 5º e 7º posto
|  | semifinali              | semifinali              | semifinali |            |           | finale 5º posto         | finale 5º posto         | finale 5º posto |  |
|  |                         |                         |            |            |           |                         |                         |                 |  |
|  | Saint-Martin            | Saint-Martin            | 0          |            |           |                         |                         |                 |  |
|  | Saint-Martin            | Saint-Martin            | 0          |            |           |                         |                         |                 |  |
|  | Nicaragua               | Nicaragua               | 3          |            |           |                         |                         |                 |  |
|  | Nicaragua               | Nicaragua               | 3          |            | Nicaragua | Nicaragua               | 3                       |                 |  |
|  |                         |                         |            |            | Nicaragua | Nicaragua               | 3                       |                 |  |
|  |                         |                         | Costa Rica | Costa Rica | 2         |                         |                         |                 |  |
|  | Isole Vergini Americane | Isole Vergini Americane | Costa Rica | Costa Rica | 2         | 0                       |                         |                 |  |
|  | Isole Vergini Americane | Isole Vergini Americane |            |            |           | 0                       |                         |                 |  |
|  | Costa Rica              | Costa Rica              | 3          |            |           | finale 7º posto         | finale 7º posto         | finale 7º posto |  |
|  | Costa Rica              | Costa Rica              | 3          |            |           |                         |                         |                 |  |
|  |                         |                         |            |            |           |                         |                         |                 |  |
|  |                         |                         |            |            |           | Saint-Martin            | Saint-Martin            | 1               |  |
|  |                         |                         |            |            |           | Saint-Martin            | Saint-Martin            | 1               |  |
|  |                         |                         |            |            |           | Isole Vergini Americane | Isole Vergini Americane | 3               |  |

##### Semifinali
| 6 luglio 2012 Centro de Alto Rendimiento, Tijuana Durata: 0h:50 - Spettatori: 100 | Saint-Martin            | 0 - 3 | Nicaragua  | 10-25, 19-25, 14-25 |
| 6 luglio 2012 Centro de Alto Rendimiento, Tijuana Durata: 1h:10 - Spettatori: 100 | Isole Vergini Americane | 0 - 3 | Costa Rica | 17-25, 20-25, 24-26 |

##### Finale 7º posto
| 7 luglio 2012 Centro de Alto Rendimiento, Tijuana Durata: 1h:05 - Spettatori: 50 | Saint-Martin | 1 - 3 | Isole Vergini Americane | 25-19, 22-25, 22-25, 21-25 |

##### Finale 5º posto
| 7 luglio 2012 Centro de Alto Rendimiento, Tijuana Durata: 1h:57 - Spettatori: 100 | Nicaragua | 3 - 2 | Costa Rica | 18-25, 21-25, 25-23, 25-23, 15-12 |

## Classifica finale
| Pos     | Squadra                 | Rosa |
| ------- | ----------------------- | --- |
| Oro     | Cuba                    | Formazione: 1 Bárbaro, 3 Díaz, 4 Sosa, 5 Alfonso, 12 Jimeno, 13 Romero, 14 Uriarte, 15 Calvo, 16 Caraballo, 17 Chapman, 18 Molina, CT: Sánchez                      |
| Argento | Messico                 | Formazione: 1 Ayala, 2 Luna, 3 Sebastián Castro, 4 Mejía, 6 Garay, 7 López, 8 Forte, 9 Acosta, 10 Ugalde, 11 Molano, 13 A. Martínez, 18 J. Martínez, CT: Licea      |
| Bronzo  | Stati Uniti             | Formazione: 1 Albrecht, 2 Blough, 3 Fa'alogo, 4 Fey, 5 Lammey, 6 Parker, 7 Penning, 9 Schultz, 10 Sikes, 11 Smith, 12 Surane, 16 Paull, CT: Friend                  |
| 4.      | Porto Rico              | Formazione: 1 L.G. García, 2 Negrón, 3 Pagán, 4 Ruiz, 5 Izquierdo, 6 Ocasio, 7 G. García, 8 Mejías, 9 Guzmán, 10 Pellicier, 11 Mc Cormack, 12 Molina, CT: Rodríguez |
| 5.      | Nicaragua               | Formazione: 1 Sánchez, 2 Duarte, 3 Avendaño, 4 Marin, 5 Contreras, 6 Orozco, 7 C. Lazo, 9 Mora, 10 Chavez, 11 Barrios, 12 Z. Lazo, 18 Mejía, CT: Hernández          |
| 6.      | Costa Rica              | Formazione: 1 Gómez, 3 Alpízar, 4 Saborío, 5 Becerra, 6 Venegas, 7 Araya, 8 Murillo, 9 García, 10 Chaves, 11 González, 12 Umaña, 15 Abarca, CT: Travieso            |
| 7.      | Isole Vergini Americane | Formazione: 1 Rosa, 2 Joseph, 3 Evans, 4 Massicott, 5 Plante, 6 Gonzalez, 7 Sweeney, 8 Williams, 11 Thomas, 12 Walwyn, 15 Hansen, 16 Blaschka, CT: Mark             |
| 8.      | Saint-Martin            | Formazione: 1 Felix, 2 Jeanne, 3 Brooks, 4 Fabre, 5 Morisseau, 6 Leito, 7 Manuel, 8 Gibbs-Claxton, 9 Brooks, 10 Dollin, 11 Roseau, CT: Stephens                     |

|  |  |  | Qualificate al campionato mondiale 2013 |

## Premi individuali
| Premio                | Nome            | Squadra    |
| --------------------- | --------------- | ---------- |
| MVP                   | Osmany Uriarte  | Cuba       |
| Miglior realizzatore  | Osmany Uriarte  | Cuba       |
| Miglior attaccante    | Inovel Romero   | Cuba       |
| Miglior muro          | Jorge Caraballo | Cuba       |
| Miglior servizio      | Osmany Uriarte  | Cuba       |
| Miglior palleggiatore | Ricardo Calvo   | Cuba       |
| Miglior ricevitore    | Entenza Bárbaro | Cuba       |
| Miglior difesa        | Luis Chávez     | Costa Rica |
| Miglior libero        | Luis Chávez     | Costa Rica |